# Leporello (llibre)

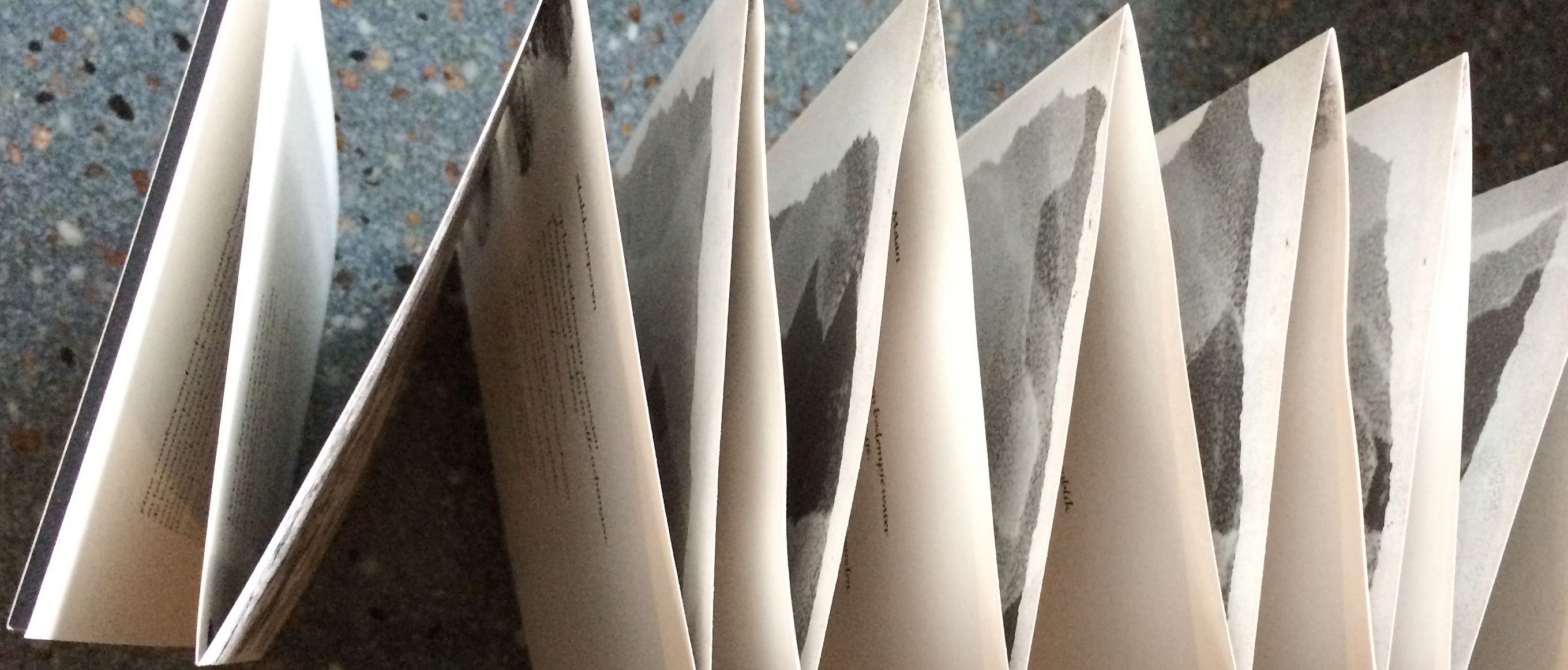
Un leporello desplegat vist de dalt.

El leporello, igualment dit llibre acordió, o encara llibre fris, és un llibre que es desplega com un acordió gràcies a una tècnica particular de plegatge i d'encolament de les seves pàgines.
El mot al·ludeix a Leporello, servent de Don Juan, qui presenta a Donna Elvira la llarga llista de les conquestes del seu mestre, plegada en acordió, al primer acte de l'òpera Don Giovanni de Mozart (sentint-se l'ària Madamina, il catalogo è questo).